# Des Moines
Des Moines (wym. [dɨˈmɔɪn]) – miasto w Stanach Zjednoczonych, stolica stanu Iowa i ośrodek administracyjny hrabstwa Polk. Jest to największe miasto stanu skupiające w obszarze metropolitalnym ponad 700 tys. mieszkańców. 
Jego nazwa pochodzi od rzeki Des Moines, która została wzięta z francuskiej nazwy Rivière des Moines, co dosłownie oznacza „rzeka mnichów”. Des Moines znajduje się w południowej części stanu. Rzeka Des Moines i Racoon łączą się na południe od centrum miasta i służą jako jego podstawowe ujęcie wody.
Jest ważnym ośrodkiem branży ubezpieczeniowej, a wiele firm ubezpieczeniowych ma swoje siedziby w Des Moines (m.in. Principal Financial Group, Equitable of Iowa, Allied Insurance i American Republic Insurance Company).
Powstało 22 września 1851 roku jako Fort Des Moines. W 1857 roku nazwa ta została skrócona do wersji obowiązującej dziś.

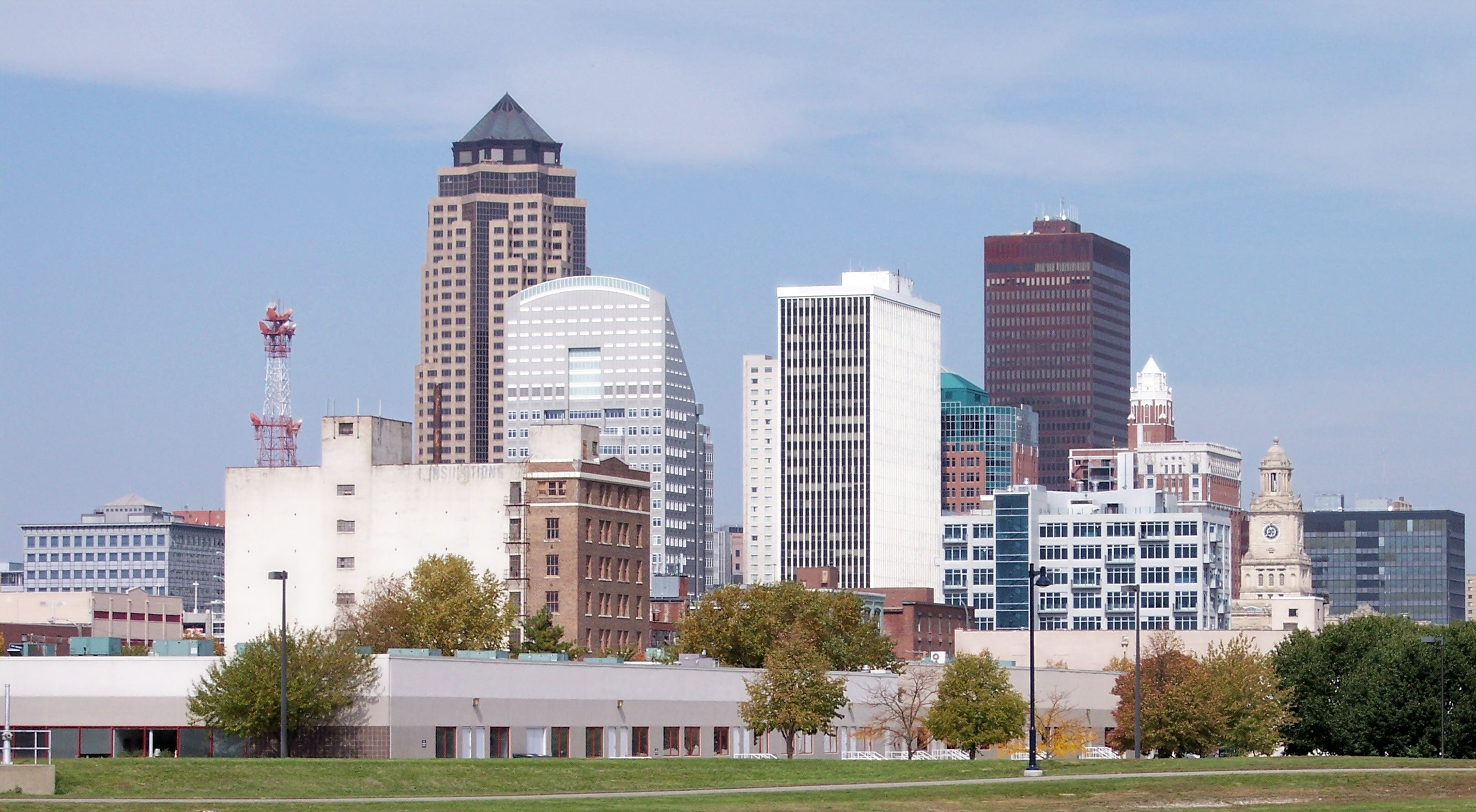
Centrum Des Moines

Od 1881r. działa w mieście uniwersytet.

## Władze
Des Moines jest zarządzane przez radę miasta, składającą się z burmistrza, dwóch członków reprezentujących cały stan Iowa i czterech reprezentujących cztery okręgi miasta.
Plan połączenia władz Des Moines i hrabstwa Polk County został odrzucony w głosowaniu, które odbyło się 2 listopada 2004.

## Demografia
Według spisu w 2020 roku liczy 214,1 tys. mieszkańców i 87 tys. gospodarstw domowych. Skład rasowy miasta wyglądał następująco: biali nielatynoscy – 63,5%, Latynosi – 14,6%, czarni lub Afroamerykanie – 11,2%, Azjaci – 7,2%, rasy mieszanej – 6,2% i rdzenni Amerykanie – 0,3%. 

## Gospodarka
W mieście rozwinął sięprzemysł maszynowy, spożywczy, chemiczny, odzieżowy oraz poligraficzny.

## Świątynie
- Bazylika św. Jana w Des Moines
- Katedra św. Ambrożego w Des Moines

## Transport
- Port lotniczy Des Moines
- Tramwaje w Des Moines

## Sport
- Iowa Stars – klub hokejowy w latach 2005-2009
- Iowa Wild – klub hokejowy od 2013

## Miasta partnerskie
- Japonia: Kōfu
- Meksyk: Naucalpan
- Francja: Saint-Étienne
- Chińska Republika Ludowa: Shijiazhuang
- Rosja: Stawropol